# Хенераль-Бельграно (департамент, Чако)
Департамент Хенераль-Бельграно (исп. Departamento de General Belgrano) — департамент в Аргентине в составе провинции Чако.
Территория — 1218 км². Население — 11 988 человек. Плотность населения — 9,80 чел./км².
Административный центр — Корсуэла.

## География
Департамент расположен на западе провинции Чако.
Департамент граничит:
- на севере — с департаментом Альмиранте-Браун
- на востоке — с департаментом Индепенденсия
- на юго-востоке — с департаментом О’Хиггинс
- на юго-западе — с департаментом Нуэве-де-Хулио

## Административное деление
Департамент включает 1 муниципалитет:
- Корсуэла

## Важнейшие населенные пункты[3]
| № | Населённый пункт | Населённый пункт (исп.) | Категория | Население чел. (2010) | На карте                        |
| - | ---------------- | ----------------------- | --------- | --------------------- | ------------------------------- |
| 1 | Корсуэла         | Corzuela                | город     | 10 335                | 26°57′17″ ю. ш. 60°58′08″ з. д. |